# Universiteitsbibliotheek Luik
De Universiteitsbibliotheek Luik (Frans:  Bibliothèques de l'Université de Liège) is de bibliotheek van de Universiteit van Luik. Het bestaat uit een aantal afzonderlijke gebouwen op verschillende locaties, elk met een eigen functie en historie. Naast het aanbieden van fysieke boeken en andere media, is de universiteitsbibliotheek ook verantwoordelijk voor een deel van de algemene voorzieningen en services voor studenten.

## ALPHA
De Bibliothèque d'Architecture, Lettres, Philosophie, Histoire et Arts is de oudste van het bibliothekennetwerk. De meeste van de afdelingen zijn gevestigd in het hart van Luik, aan de place du 20-Août. Ze bedient vooral de Faculteit Wijsbegeerte en Letteren en de Faculteit Bouwkunde. De sectie architectuur heeft ook haar onderkomen op de Site Botanique en de Site Outremeuse.
De ALPHA sectie is in het bezit van meer dan 6000 originele manuscripten inclusief middeleeuwse werken.

## BSA
De Bibliothèque des Sciences agronomiques is gelegen op de campus van Gembloers.

## BST
De Bibliothèque des Sciences et Techniques bedient de Faculteit Wetenschappen en de Faculteit Toegepaste Wetenschappen en is verspreid over vijf locaties:
- BST – Sciences
- BST - Sciences appliquées & Mathématiques
- BST - Histoire des Sciences et Techniques Marcel Florkin
- BST – Environnement (in Aarlen)
- BST - Géosciences

## BSV
De Bibliothèque des Sciences de la Vie ondersteund de menswetenschappen.

## Graulich
De Bibliothèque de Droit, Economie, Gestion et Sciences sociales Léon Graulich bedient de Faculteit Recht en Politieke Wetenschappen, de Faculteit Sociale Wetenschappen en het HEC-école de Gestion de l'ULg. Het beheert zowel de persoonlijke archieven van Paul-Henri Spaak als de archieven van het Belgisch Parlement.